# Завиша Черни
Завиша Черни от герба Сулима (на полски:Zawisza Czarny) е полски рицар и дипломат от първата половина на XV век. Tой е смятан за образец на рицарскa добродетел и е известен със спечелването на множество турнири.
Завиша е наричан Черният рицар, заради гарваново черната му коса и изработената специално за него черна броня, която се съхранява в полския Ясногурски манастир.

## Произход
Завиша е роден в Стари Гарбов, Кралство Полша ( в юго-източната част на днешна Полша). Родителите му - Дорота и Миколай са от местно благородническо семейство (от клана Сулима). Завиша има двама по-малки братя-Ян и Пьотр. През 1397г. той се жени за Барбара от клана Пилава, племенница на епископа на Краков.

## Рицар и дипломат
Той служи като командир и дипломат при полския крал Владислав II Ягело и императора на Свещената Римска империя Сигизмунд Люксембургски. За кратко се присъединява към Тевтонския орден, но скоро след това се отказва от него и през 1410 г. се сражава в битката при Грюнвалд на полска страна. След битката той и неговият близък приятел Щибор Щиборич са изпратени за да преговарят за сключване на  мирен договор между крал Владислав II Ягело и Сигизмунд Люксембургски, тогава крал на Унгария, който става известен като Договора от Любовла. През 1412 г. той участва в срещата между Сигизмунд, Владислав II и босненския крал Твърдко II в Буда. Там Завиша печели провелия се турнир, събрал около 1 500 рицари. Той е един от шестимата дипломати, които представят Полското кралство на събора в Констанц, където се застъпва и се опитва да спаси от екзекуция чешкия реформатор и идеолог Ян Хус.През 1416 г. Завиша участва в рицарски турнир в Перпинян, в който побеждава добре известния рицар  Хуан II от Арагон и Навара. На следващата година той става староста на Крушвица. През 1419 г. той отново отива при Сигизмунд, като пратеник на крал Владислав II, за да поиска ръката на София Баварска , вдовицата на брата на Сигизмунд Вацлав IV. Впоследствие Завиша участва в Хуситските войни на страната на крал Сигизмунд. По време на битката при Кутна Хора (21 декември 1421 г.), Завиша е пленен от хуситите и впоследствие освободен срещу висок откуп.

## Обсада на Голубац
През април 1428 г. Завиша е изпратен от княз Витовт като командир на лека кавалерия от около 500 бойци за да се присъедини към силите на Сигизмунд и Дан ll във войната срещу османските турци. По време на обсадата на Голубацката крепост турските войски надделяват и армията на Сигизмунд е принудена да се оттегли през Дунава. На 12-ти юни с войниците си Завиша прикрива изтеглящата се армия, за която няма достатъчно лодки. Той отказва да се качи и да бъде преведен през реката с думите: „Няма достатъчно голяма лодка, в която да се побере честта ми“. Полският рицар е пленен и отведен в османския лагер, където е екзекутиран пред шатрата на султан Мурад II.

## Семейство
От брака си с Барбара има една дъщеря, която също се казва Барбара и четирима синове - Завиша, Ян, Марчин и Станислав. През 1443 г. Марчин и Станислав участват в Дългия поход на крал Владислав III Ягело и Янош Хуняди, а през 1444 г. се сражават в  битката при Варна, в която загиват.